# Sales Gosses (film)
Ne doit pas être confondu avec Sacré Sale Gosse.
Pour les articles homonymes, voir Sales Gosses.
Pour plus de détails, voir Fiche technique et Distribution.
Sales Gosses est un film français réalisé par Frédéric Quiring sorti en 2017.

## Synopsis
Alex est impatient de commencer son travail de moniteur de « colo » car son père lui a dit que c'était le meilleur moyen pour rencontrer des filles. Or, sa mère l'a inscrit comme moniteur, on l'affecte à une colonie de vacances un peu spéciale. Il doit s'occuper de personnes âgées bien décidées à profiter de leur été. Car ces sexagénaires encore verts ont de la ressource et se révèlent très turbulents et déchaînés. Alex ne sait pas comment « gérer » ces sales gosses et se demande comment il tiendra le choc pendant deux mois.

## Fiche technique
- Titre : Sales Gosses
- Titre international :
- Réalisation et scénario : Frédéric Quiring
- Montage : Thibaut Damade
- Décors : Olivier Seiler
- Costumes : Catherine Rigault
- Musique : Matei Bratescot
- Cascades : Patrick Cauderlier
- Directrice de la photographie : Crystel Fournier
- Producteur : Mikaël Abecassis
- Sociétés de production : Les films du 24
- Producteur délégué : Benjamin Hess
- SOFICA : Cinémage 11, Soficinéma 13
- Société de distribution : UGC Distribution ( France)
- Pays d'origine :  France
- Langue : français
- Genre : comédie
- Durée : 88 minutes
- Budget : 7 359 778 €
- Box office : 5 184 002 $
- Format : couleur
- Dates de sortie : 
  -  France : 19 juillet 2017

## Distribution
- Thomas Solivérès : Alex
- Issa Doumbia : Touré
- Barbara Bolotner : Blanche
- Frédérique Bel : Sophie Bonheur
- Jacques Boudet : François
- Carmen Maura : Teresa
- Albert Delpy : M. Pascal
- Claude Aufaure : Jeannot
- Tanya Lopert : Rose
- Michèle Moretti : Mireille
- Liliane Rovère : Josette
- Gauthier Battoue : Tom
- Laurent Bateau : le père d'Alex
- Guilaine Londez : la mère d'Alex
- Louise Coldefy : Yasmine
- Hervé Lassince : Gwenaël, le conférencier breton
- Bryan Roussel : Hugo, le petit-fils de Jeannot
- Vinciane Millereau : la pharmacienne
- Christophe Pérez : Le gardien de la piscine
- Jean-Baptiste Sagory : Ben
- Vincent Deniard : le vigile du supermarché nudiste

## Production
Le tournage a eu lieu à Dinan et sur la côte d'Émeraude dans les Côtes d'Armor.

### Musique
Sauf indication contraire ou complémentaire, les informations mentionnées dans cette section proviennent du générique de fin de l'œuvre audiovisuelle présentée ici.
- Luxembourg Park par OMOH.
- Macarena par Los del Río.
- Prélude en do mineur de Jean-Sébastien Bach.
- Bigouden et Bigoudène de Jean-Pierre Mas.
- Elle descend de la montagne à cheval.
- Purple Camp.
- Les Jolies Colonies de vacances par Pierre Perret.
- Hours of Sunshine par OMOH.
- Charanga Angelina.
- Wiener Blut de Johann Strauss II.
- Back Now.
- Selfish Anthem.
- Joyeux Anniversaire de Patty Hill et Mildred J. Hill.
- I Don't Feel Like Dancin' par Scissor Sisters.
- What You Know (en) par Two Door Cinema Club.
- Older Remix.
- Love to Love You Baby par Donna Summer.
- Bubble Bath par The Swiss.
- Midnight City par M83.
- Bossa Noches de Bill Le Sage.
- Heal Tomorrow par Naive New Beaters.
- Viva España.
- Happy Together par The Turtles (générique de fin).